# Luigi di Savoia, conte di Ginevra
Luigi (Ludovico) di Savoia (5 giugno 1436 – Ripaglia, agosto 1482) fu conte di Ginevra e per un anno, dal 1459 al 1460 re di Cipro.

## Biografia

### Infanzia
Era il figlio maschio secondogenito di Ludovico, duca di Savoia e di Anna di Lusignano.

### Primo matrimonio
Il 14 dicembre 1444, a Stirling Castle, sposò la principessa Annabella di Scozia, figlia di Giacomo I di Scozia. La coppia non ebbe figli, i due si separarono e il matrimonio fu annullato nel 1458.

### Secondo matrimonio
Sposando successivamente (1459) la cugina Carlotta di Lusignano (1444 – 1487), figlia di Giovanni II di Cipro e di Elena Paleologa, realizzò il sogno del padre di regnare su Cipro. Dal matrimonio nacque un figlio, Ugo (o Enrico), morto poco dopo il parto (luglio 1464). Tuttavia nel settembre del 1460 fu cacciato da Giacomo di Lusignano, figlio illegittimo di Giovanni II di Cipro e della sua amante Marietta di Patrasso.

### Ultimi anni e morte
Dopo alcuni vani tentativi di riconquistare Cipro, e mancandogli gli aiuti necessari da parte del fratello, il duca Amedeo IX di Savoia, Ludovico si ritirò nel monastero di Ripaglia, fino alla fine dei suoi giorni.
Morì nell'agosto 1482 a Ripaglia.

## Discendenza
Luigi di Savoia e Carlotta di Cipro ebbero un figlio:
- Ugo (luglio 1464), morto poco dopo il parto[2].

## Ascendenza
|                       |                    |                                 | Genitori                         |  |  | Nonni |  |  | Bisnonni             |  |  | Trisnonni           |  |
|                       |                    |                                 |                                  |  |  |       |  |  | Amedeo VII di Savoia |  |  | Amedeo VI di Savoia |  |
|                       |                    |                                 |                                  |  |  |       |  |  | Amedeo VII di Savoia |  |  | Amedeo VI di Savoia |  |
|                       |                    | Bona di Borbone                 |                                  |  |  |       |  |  | Amedeo VII di Savoia |  |  |                     |  |
| Amedeo VIII di Savoia |                    |                                 |                                  |  |  |       |  |  | Amedeo VII di Savoia |  |  |                     |  |
|                       |                    | Bona di Berry                   | Giovanni I di Berry              |  |  |       |  |  |                      |  |  |                     |  |
|                       |                    | Bona di Berry                   | Giovanni I di Berry              |  |  |       |  |  |                      |  |  |                     |  |
|                       |                    | Bona di Berry                   | Giovanna d'Armagnac              |  |  |       |  |  |                      |  |  |                     |  |
| Ludovico di Savoia    |                    | Bona di Berry                   |                                  |  |  |       |  |  |                      |  |  |                     |  |
|                       |                    | Filippo II di Borgogna          | Giovanni II di Francia           |  |  |       |  |  |                      |  |  |                     |  |
|                       |                    | Filippo II di Borgogna          | Giovanni II di Francia           |  |  |       |  |  |                      |  |  |                     |  |
|                       |                    | Filippo II di Borgogna          | Bona di Lussemburgo              |  |  |       |  |  |                      |  |  |                     |  |
| Maria di Borgogna     |                    | Filippo II di Borgogna          |                                  |  |  |       |  |  |                      |  |  |                     |  |
|                       |                    | Margherita III delle Fiandre    | Luigi II di Fiandra              |  |  |       |  |  |                      |  |  |                     |  |
|                       |                    | Margherita III delle Fiandre    | Luigi II di Fiandra              |  |  |       |  |  |                      |  |  |                     |  |
|                       |                    | Margherita III delle Fiandre    | Margherita di Brabante           |  |  |       |  |  |                      |  |  |                     |  |
| Luigi di Savoia       |                    | Margherita III delle Fiandre    |                                  |  |  |       |  |  |                      |  |  |                     |  |
|                       | Giacomo I di Cipro | Ugo IV di Cipro                 |                                  |  |  |       |  |  |                      |  |  |                     |  |
|                       | Giacomo I di Cipro | Ugo IV di Cipro                 |                                  |  |  |       |  |  |                      |  |  |                     |  |
|                       | Giacomo I di Cipro | Alice d'Ibelin                  |                                  |  |  |       |  |  |                      |  |  |                     |  |
| Giano di Cipro        | Giacomo I di Cipro |                                 |                                  |  |  |       |  |  |                      |  |  |                     |  |
|                       |                    | Helvis di Brunswick-Grubenhagen | Filippo di Brunswick-Grubenhagen |  |  |       |  |  |                      |  |  |                     |  |
|                       |                    | Helvis di Brunswick-Grubenhagen | Filippo di Brunswick-Grubenhagen |  |  |       |  |  |                      |  |  |                     |  |
|                       |                    | Helvis di Brunswick-Grubenhagen | Helvis de Dampierre              |  |  |       |  |  |                      |  |  |                     |  |
| Anna di Cipro         |                    | Helvis di Brunswick-Grubenhagen |                                  |  |  |       |  |  |                      |  |  |                     |  |
|                       |                    | Giovanni I di Borbone-La Marche | Giacomo I di Borbone-La Marche   |  |  |       |  |  |                      |  |  |                     |  |
|                       |                    | Giovanni I di Borbone-La Marche | Giacomo I di Borbone-La Marche   |  |  |       |  |  |                      |  |  |                     |  |
|                       |                    | Giovanni I di Borbone-La Marche | Giovanna di Châtillon-Saint Paul |  |  |       |  |  |                      |  |  |                     |  |
| Carlotta di Borbone   |                    | Giovanni I di Borbone-La Marche |                                  |  |  |       |  |  |                      |  |  |                     |  |
|                       |                    | Caterina di Vendôme             | Giovanni VI di Vendôme           |  |  |       |  |  |                      |  |  |                     |  |
|                       |                    | Caterina di Vendôme             | Giovanni VI di Vendôme           |  |  |       |  |  |                      |  |  |                     |  |
|                       |                    | Caterina di Vendôme             | Giovanna di Ponthieu             |  |  |       |  |  |                      |  |  |                     |  |
|                       |                    | Caterina di Vendôme             |                                  |  |  |       |  |  |                      |  |  |                     |  |

## Galleria d'immagini

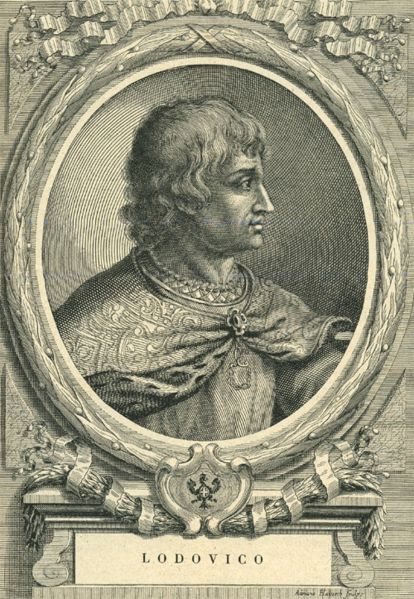
Il duca Lodovico di Savoia
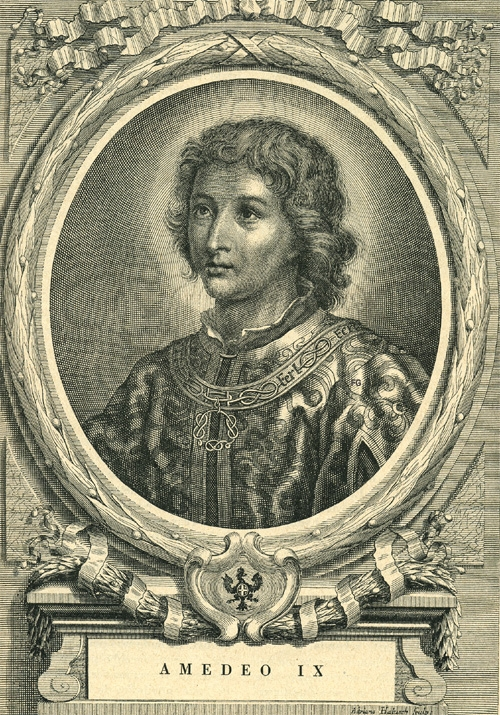
Amedeo IX di Savoia in una stampa d'epoca
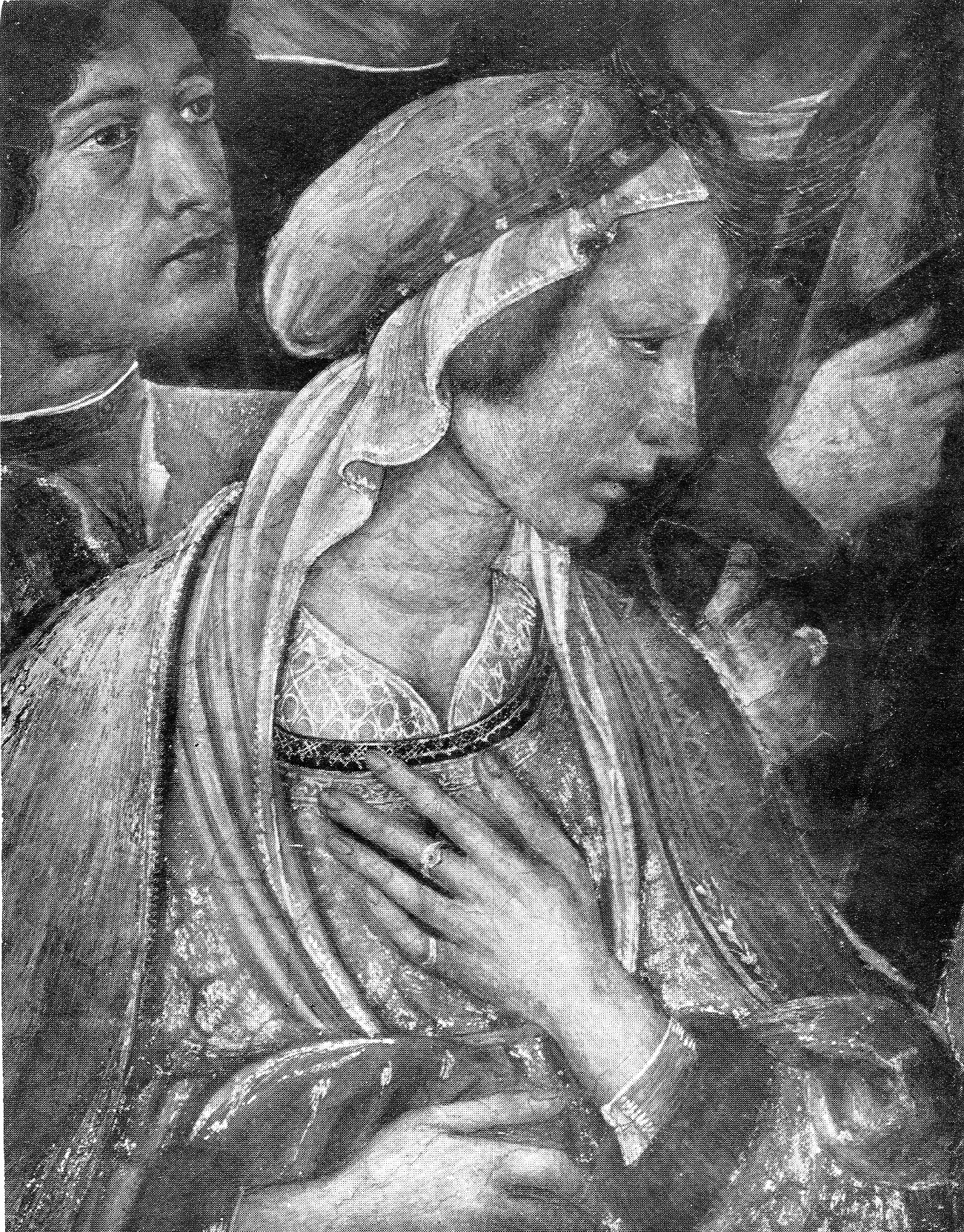
La regina Carlotta di Cipro, affresco della Cappella Sistina di Cosimo Rosselli del Palazzo Apostolico, Città del Vaticano, 1481
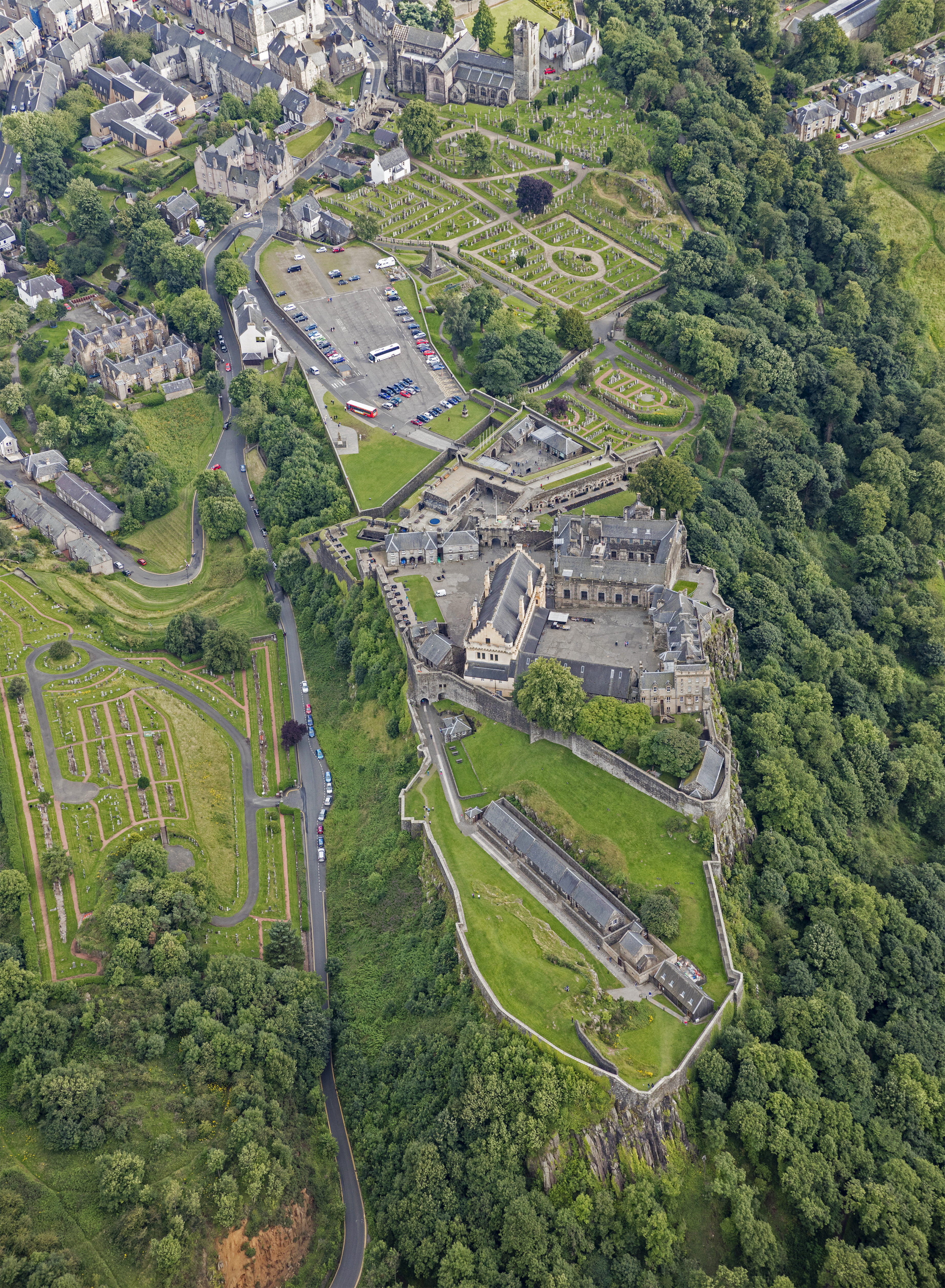
Veduta aerea del castello di Stirling nel 2016